# Сурат (окръг)
Вижте пояснителната страница за други значения на Сурат.
Сурат е окръг в щата Гуджарат, Индия, с площ 7657 км2 и население 4 995 174 души (2001). Главен град е Сурат.

## Административно деление
Окръга е разделен на 10 талука.

## Население
Населението на окръга през 2001 година е 4 995 174 души, около 74,65 % от населението е неграмотно.

### Религия
(2001)
- 4 350 795 – индуисти
- 447 951 – мюсюлмани
- 86 607 – джайнисти